# 中坎皮达诺省
中坎皮达诺省（義大利語：Provincia del Medio Campidano），曾是意大利撒丁大区的一個省，位于坎皮达诺平原中部。该省于2001年从卡利亞里省析出成立，并于2005年5月开始运作，面積1,516平方公里，2006年7月人口105,400人。首府圣卢里和維拉奇德羅。2016年时该省被取消，下属市镇划至新成立的南撒丁省。
下分28市鎮。
| 市镇              | 人口   |
| ----------------- | ------ |
| 维拉奇德罗        | 14,614 |
| 古斯皮尼          | 12,558 |
| 塞拉曼纳          | 9,404  |
| 圣加维诺-蒙雷亚莱 | 9,238  |
| 圣卢里            | 8,530  |
| 贡诺斯法纳迪加    | 6,996  |
| 阿尔布斯          | 6,859  |
| 萨马西            | 5,334  |
| 塞伦蒂            | 5,123  |
| 萨尔达拉          | 4,327  |